# Joachim Bäckström

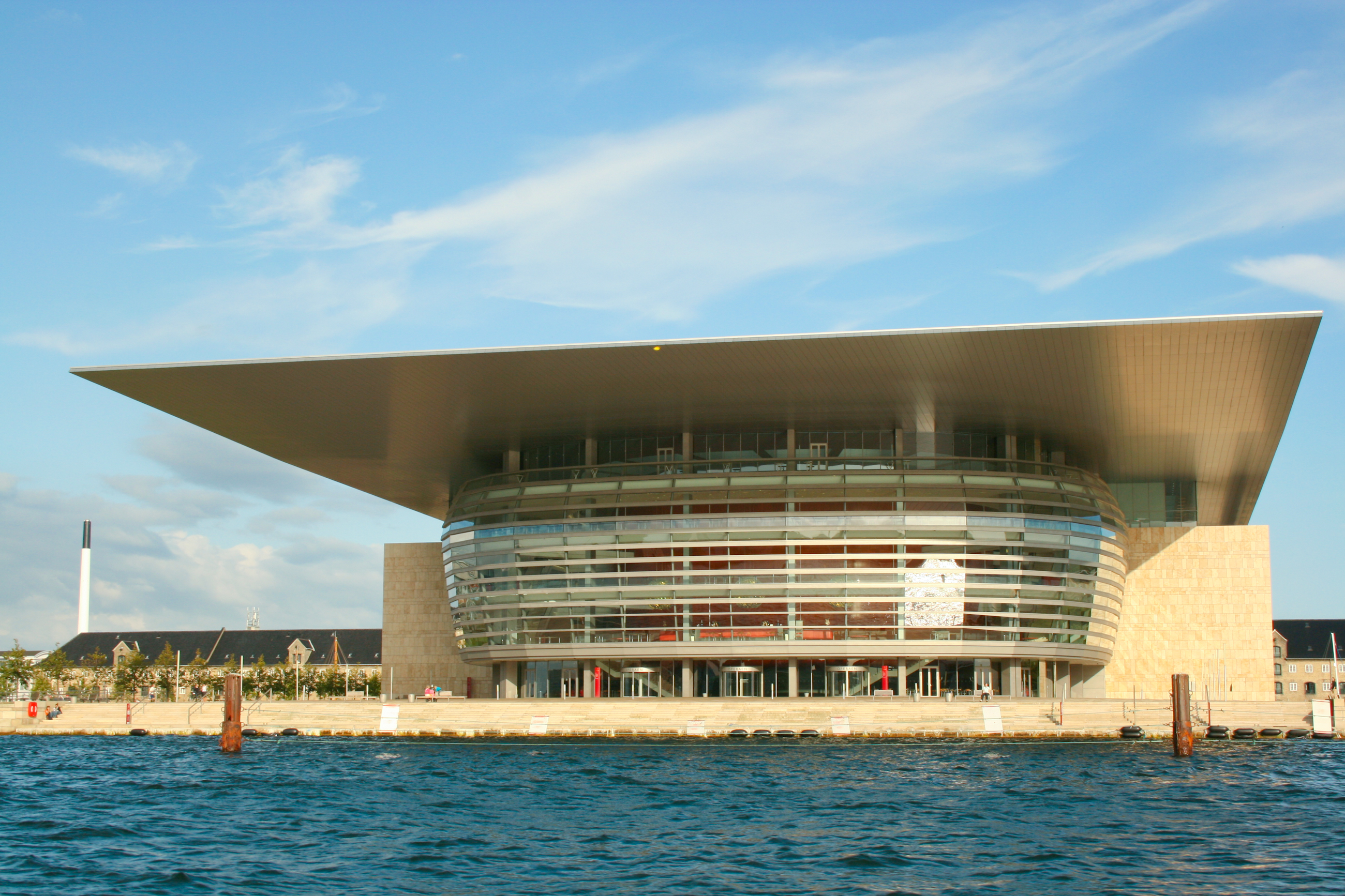
Operaen på Holmen i Köpenhamn där Joachim Bäckström debuterade 2007 som Raul de St Brioche i Glada änkan.

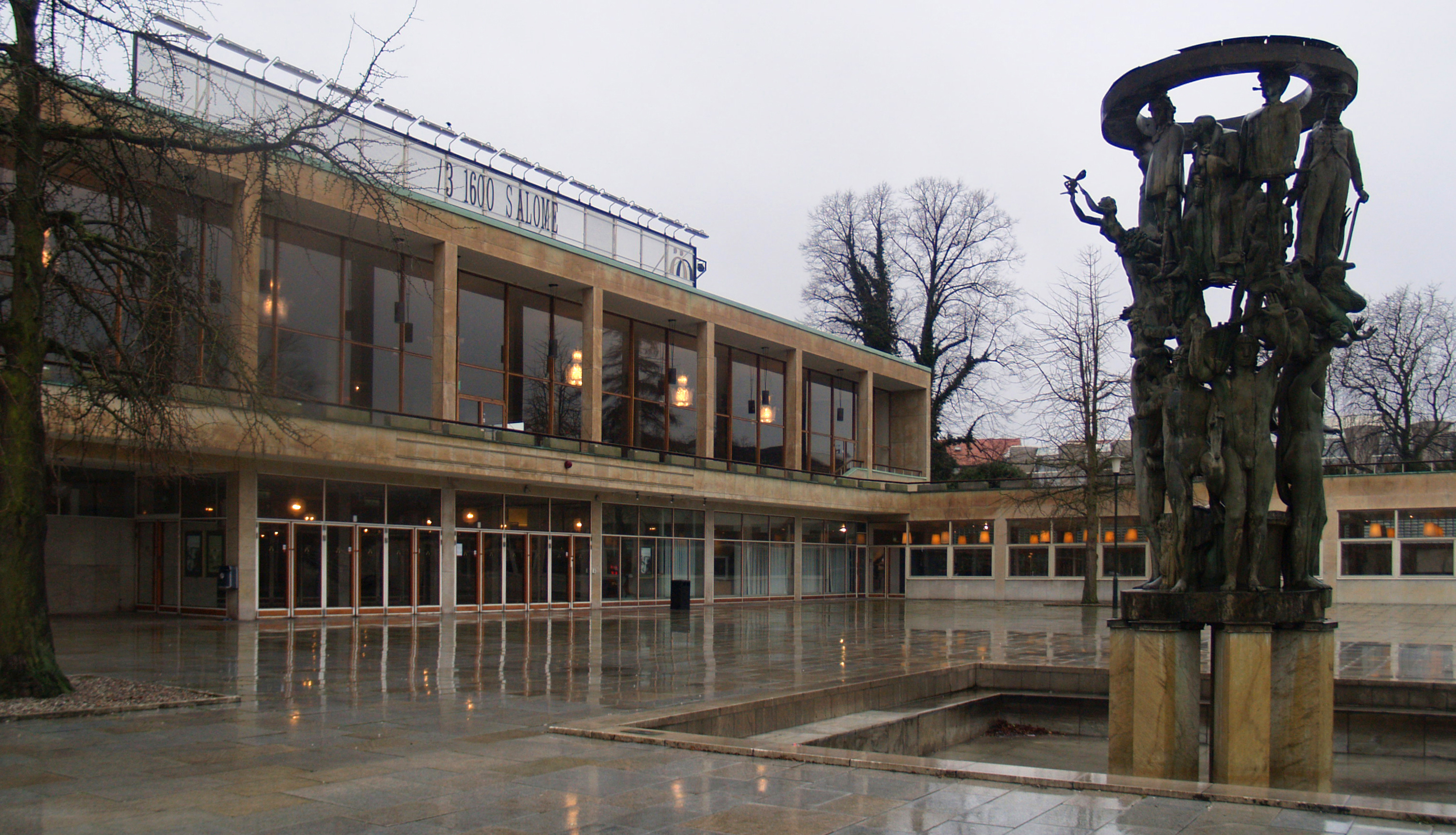
Malmö Opera där Bäckström var engagerad 2010–14.

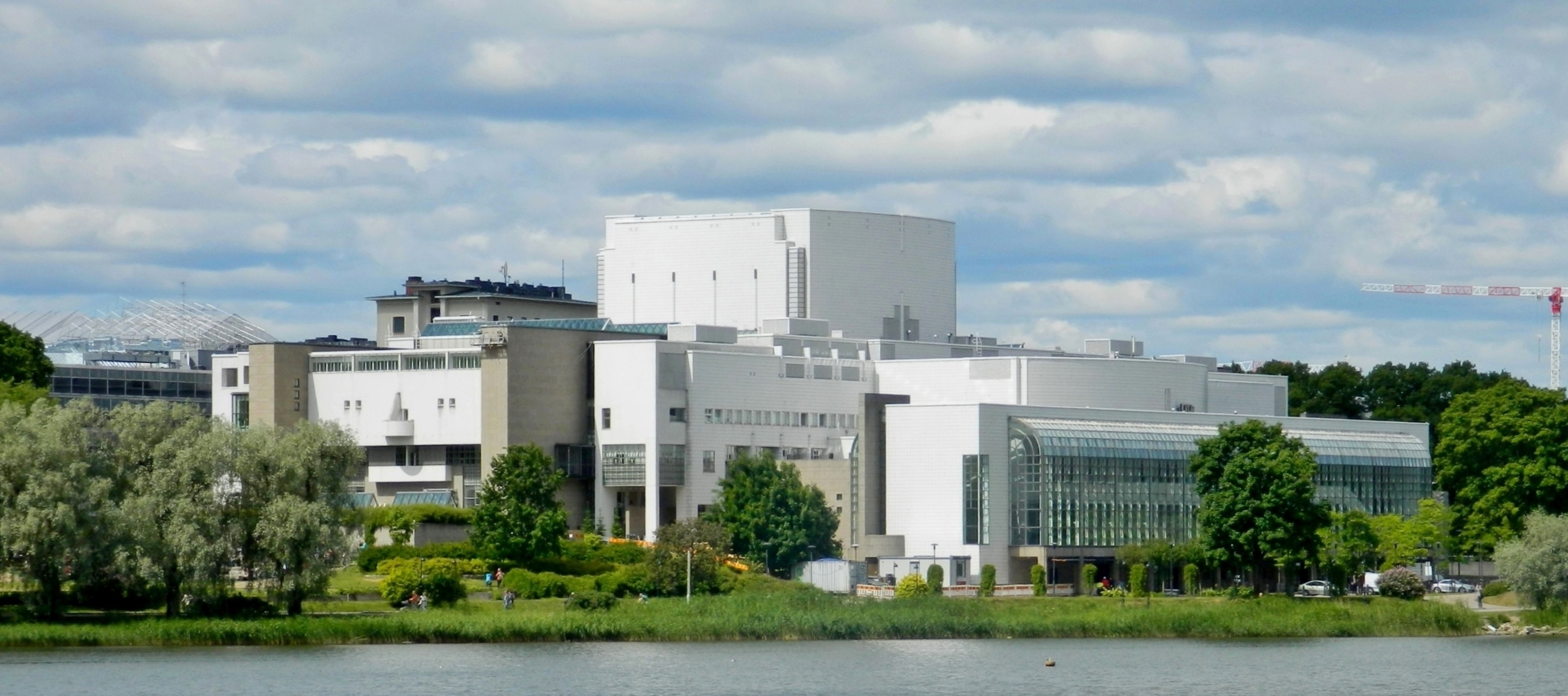
Finlands Nationalopera i Helsingfors där Bäckström debuterade 2013.

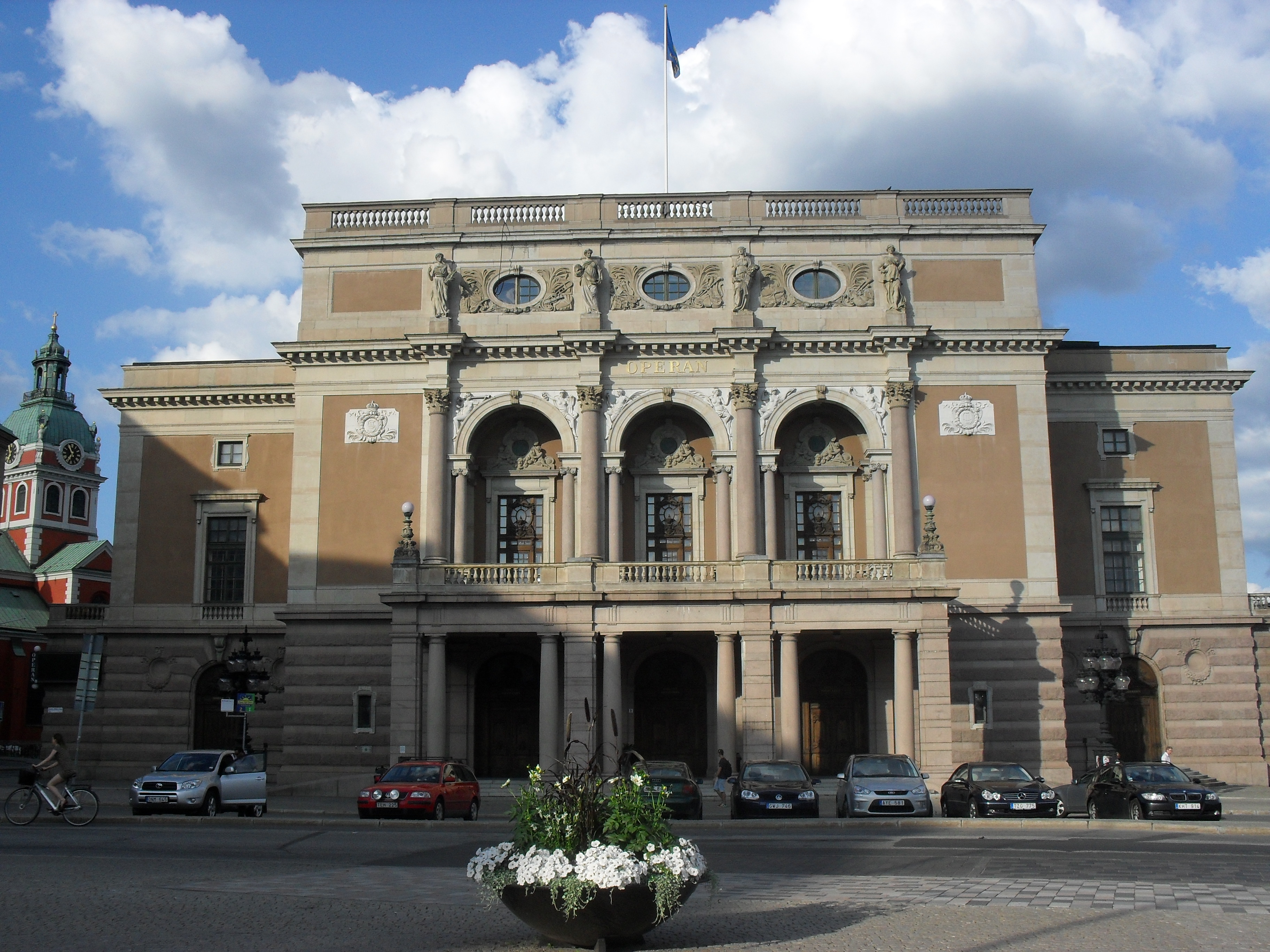
Kungliga Operan i Stockholm där Bäckström var engagerad från 2014.

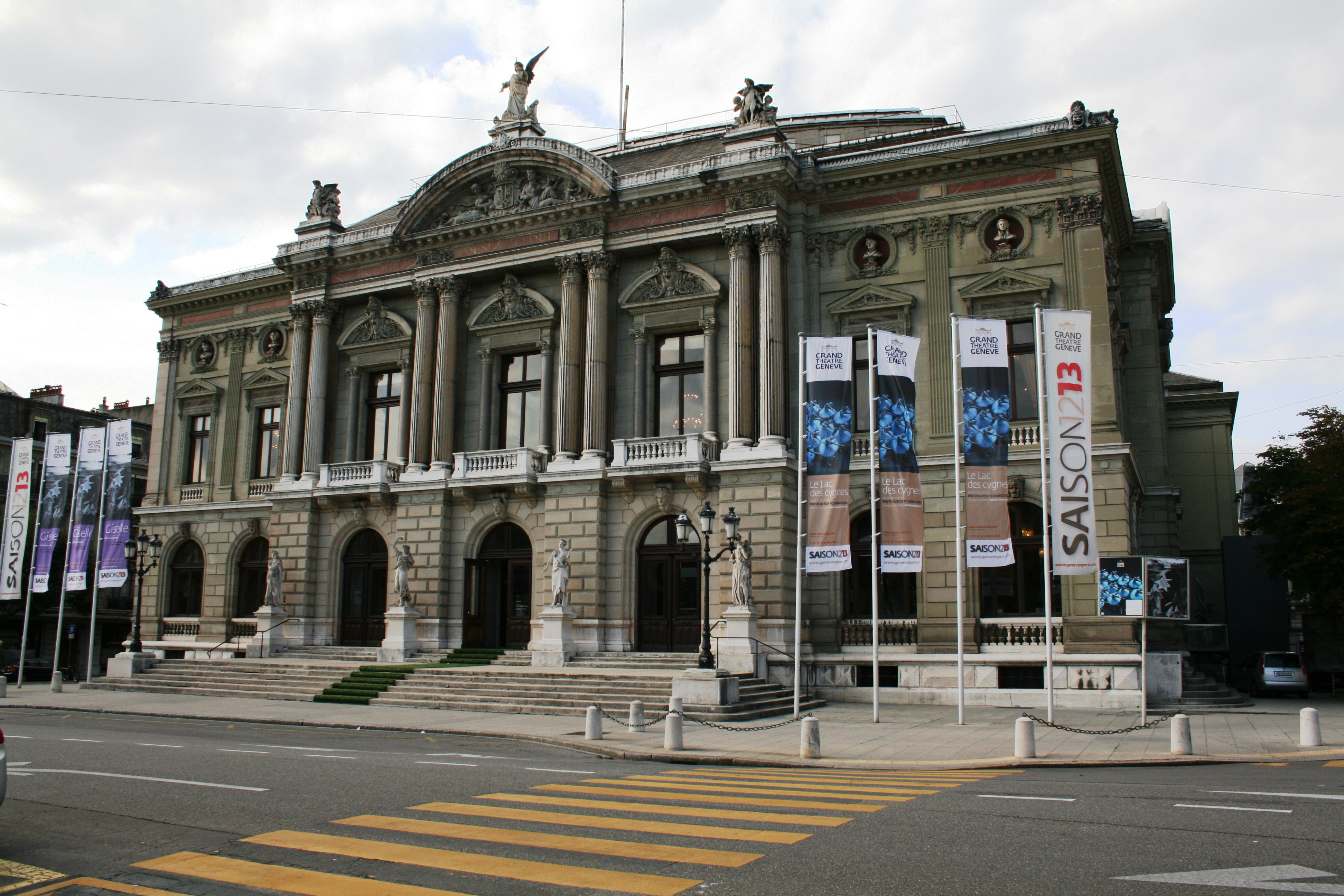
Grand Théâtre de Genève gästade Bäckström 2015–16.

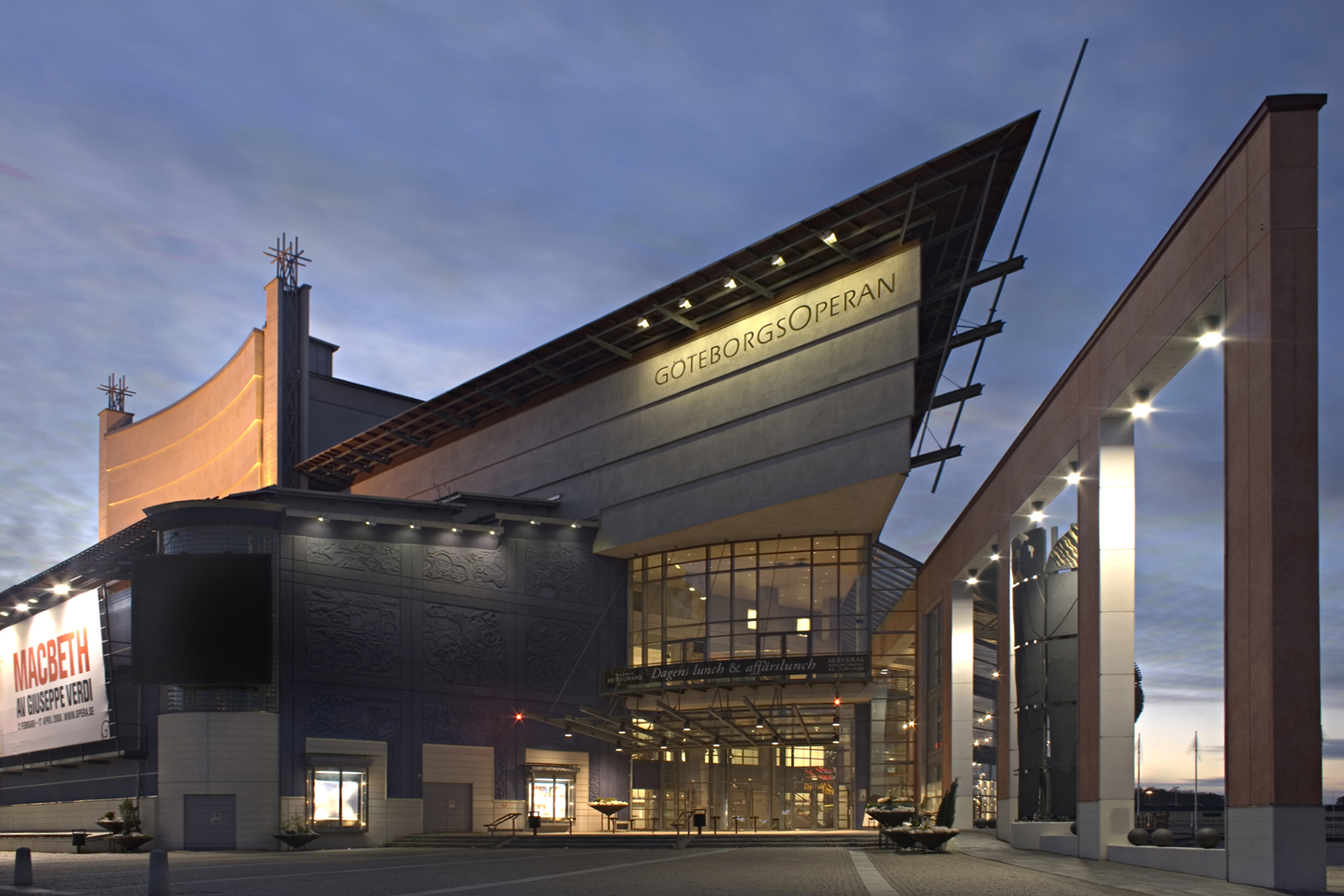
Göteborgsoperan där Bäckström framträtt från 2016.

Joachim Bäckström, född 28 juni 1974 i Trelleborg, är en svensk operasångare (tenor). 
Hans operakarriär inleddes vid Operaen på Holmen i Köpenhamn 2007 och har gått vidare till Malmö Opera, Kungliga Operan i Stockholm och GöteborgsOperan. Däremellan har han hunnit med gästspel på Opera Østfold i Halden, Finlands nationalopera i Helsingfors, Sanssouci i Potsdam och Grand Théâtre de Genève i Genève och Norrlandsoperan i Umeå. Bäckström är en etablerad konsertsångare och har medverkat som solist vid ett flertal konserter under de senaste åren.

## Utbildning
Bäckström började sin yrkesbana som flygtekniker i Flygvapnet. En möjlighet att vidareutbilda sig till flygingenjör förde honom till civilingenjörsutbildningen vid Lunds tekniska högskola. Det var då han först kom i kontakt med körsång i kören Svanholm Singers. Efter slutförda studier började han arbeta som flygingenjör i Linköping och tog samtidigt sånglektioner privat.
Malmö Opera satte upp Aida 2001. Bäckström medverkade då som extrakorist. Därvid kom han i kontakt med sångerskan och pedagogen Karin Mang-Habashi, som uppmanade honom att söka till  Det Kongelige Operaakademi i Köpenhamn. Där blev han antagen 2006 och tog efter fyra år examen i juni 2010.

## Karriär
Bäckström debuterade 2007, via praktiken som ingår i utbildningen, som Raul de St Brioche i Glada änkan vid Operaen på Holmen i Köpenhamn. Här har han även sjungit rollen som Gastone i La traviata och Don José och Remendado i Carmen. Vid Malmö Opera har Bäckström haft ett fast engagemang som tenor sedan 2011. Där fick han sitt genombrott i rollen som Pinkerton i Puccinis Madama Butterfly. Under våren 2013 sjöng Bäckström Don José i Carmen på Operan i Köpenhamn och Tamino i Trollflöjten på Malmö Opera. Under sommaren framträdde han som Atis i Joseph Martin Kraus’ Proserpin i Potsdam Sanssouci.
Han är en etablerad konsertsångare och har framträtt som solist med exempelvis Tivolis symfoniorkester i Köpenhamn, på Tokyo Opera City Concert Hall och i Operagrillen i Malmö, liksom med Lundalands filharmoniska orkester samt vid Lunds körfestival. I samband med Birgit-helgen i Båstad och Västra Karup framträdde Bäckström den 17 maj 2013 som solist vid en Birgit-afton i Västra Karups kyrka.
Vid ett flertal tillfällen har Bäckström medverkat som solist vid konserter med Jussi Björling-tema, bland annat vid en minneskonsert på Skansen 13 augusti 2011. Vid Helsingborgs Kammarmusikförenings konsert i Dunkers kulturhus 27 april 2011 till minne av Björling framträdde Bäckström i ett program med titeln Joachim Bäckström – i Jussis fotspår. Även då framfördes flera av Björlings paradnummer som ”Blomsterarian” ur Carmen, ”Lenskijs aria” ur Eugen Onegin och ”Jag längtar dig” av Hugo Alfvén samt några av Peterson-Bergers ”Fyra visor i folkton”.
Tillsammans med Göteborg Wind Orchestra framförde Bäckström i januari 2014 ett program med titeln Jussi i våra hjärtan. Den 22 januari gästades Folket Hus i Kungshamn och kvällen därpå Kronhuset i Göteborg. Av Björlings repertoar framförde Bäckström då sånger som ”Tonerna”, ”Land du välsignade”, ”Aftonstämning” och ”Till havs” i nya arrangemang för blåsare.
Under säsongen 2013/2014 framträdde Bäckström som Don José på Finlands Nationalopera i Helsingfors och på Malmö Opera som des Grieux i Massenets Manon, Rodolfo i La Bohème samt Sångaren i Rosenkavaljeren. Vid Kungliga Operan i Stockholm hade Bäckström under säsongen 2014–15 rollen som Tamino i Trollflöjten. Samma roll hade han vid debuten på Grand Théâtre de Genève i december 2015. På Norrlandsoperan gjorde han för första gången Hertigen i Rigoletto under oktober-november 2015.
Den 9 april 2016 debuterade Bäckström på GöteborgsOperan i rollen som Laertes i operan Hamlet. "Joachim Bäckström glimrar till vokalt det fåtal gånger Ofelias bror Laertes får vara med", skrev recensenten Erik Wallrup i Svenska Dagbladet. På samma opera återkom Bäckström i november 2016 i sin etablerade roll som Don José i Carmen. Här har man även kunnat se honom som Theseus i Monstret i labyrinten. Under april-maj 2019 hade han rollen som Michel i Bohuslav Martinůs Nyckeln till drömmarna, som spelades på Göteborgsoperan,  med regi och scenografi av David Radok.
Under hösten 2017 var Bäckström knuten till Metropolitan opera där han var cover på Tamino.

## Roller
- Raul de St Briosch i Glada änkan på Operaen på Holmen i Köpenhamn, 2007
- Gastone i La Traviata på Operaen på Holmen, 2008
- Remendado i Carmen på Operaen på Holmen, 2010
- Don José i Carmen på Operaen på Holmen 2010 och 2013, Opera Østfold i Halden 2011, Malmö Opera 2012, Finlands nationalopera i Helsingfors 2013, GöteborgsOperan 2016, 2019 och Wuppertaler Bühnen 2018.
- Pinkerton i Madama Butterfly på Malmö Opera, 2010 och 2012.[17]
- Spalanzani i Hoffmanns äventyr på Malmö Opera, 2011[2]
- Nathanael  i Hoffmanns äventyr på Malmö Opera, 2011[2]
- Steva i Jenůfa på Malmö Opera, 2011[18]
- Cavaradossi i Tosca på Malmö Opera, 2012
- Tamino i Trollflöjten på Malmö Opera, 2013, Kungliga Operan i Stockholm, 2014–15, Grand Théâtre de Genève 2015–16 och cover på Metropolitan Opera 2017.
- Atis i Proserpin i Potsdam, 2013
- Chevalier des Grieux i Manon på Malmö Opera, 2013[19][20]
- Rodolphe i La Bohème på Malmö Opera, 2014
- Sångaren i Rosenkavaljeren på Malmö Opera, 2014
- Romeo i Romeo och Julia på Malmö Opera, 2014
- Hertigen i Rigoletto på Norrlandsoperan i Umeå, 2015
- Laertes i Hamlet vid Göteborgsoperan, 2016
- Hoffmann i Hoffmanns äventyr vid Musiktheater im Revier, 2017
- Grigorij (Den falske Dmitrij) i Boris Godunov vid Göteborgsoperan, 2018
- Theseus i Monstret i labyrinten (The Monster in the Maze) vid Göteborgsoperan, 2018.[21]
- Erik i Den flygande Holländaren vid Finlands Nationalopera i Helsingfors, 2018
- Turiddu i Cavalleria Rusticana vid Göteborgsoperan, 2019
- Michel i Nyckeln till drömmarna (Trois fragments de Juliette) vid Göteborgsoperan, 2019
- Siegmund i Valkyrian vid Kungliga Operan i Stockholm, 2020
- Don Carlos i Don Carlos vid Theater Basel, 2022
- Francis i Mytomania vid GöteborgsOperan, 2023
- Peter Grimes i Peter Grimes vid Janáček-teatern i Brno 2024 och GöteborgsOperan, 2025.[22]

## Priser och utmärkelser
- 2007 – Christina Nilsson-stipendiet[23]
- 2011 – Birgit Nilsson-stipendiet[24]
- 2012 – Jussi Björlingsällskapets pris[25]
- 2012 – Malmö Operas Vänners stipendium[26]
- 2022 – Theatre Critic's Award, Tjeckien[27]
- 2025 – Jussi Björlingstipendiet[28]

## Diskografi
- 2012 – Nordic Light, med Hemvärnets musikkår Lund (CD).[29]

## Videoinspelningar
- Janáček, Leoš; Phelan Orpha, Ivanovic Marko, Tobiasson Ingrid, Sjöberg Gitta-Maria, Sunnegårdh Erika, Frank Daniel, Joachim Bäckström, Høyer Per (2013) (på tjeckiska). Jenufa opera in three acts. Opera. München: Arthaus Musik. Libris 13931015[30]
- Puccini, Giacomo; Phelan Orpha, Christian Badea, Olesya Golovneva, Joachim Bäckström, Vladislav Sulimsky (2014) (på it). La Bohéme. Malmö Opera. Naxos NBD0059[31]